# Corporate-Design-Handbuch
Das Corporate-Design-Handbuch (auch: Corporate Design Manual) definiert die Grundgestaltungselemente des Corporate Designs einer Marke/Firma für die interne und externe Kommunikation (z. B. für Dienstleister).
Die mit der Entwicklung bzw. Überarbeitung des Corporate Designs beauftragte Agentur bzw. der beauftragte Designer liefert als Abschluss seiner Arbeit ein Corporate-Design-Handbuch. Es wird dem Unternehmen in schriftlicher Form vorgelegt und ist meist so umfangreich wie ein kleines Taschenbuch. Es fasst alle Merkmale des Corporate Designs zusammen und gibt Auskunft über die entwickelten Details. Dies sind z. B. Schriftarten, Schriftgrößen, Farbklimatafeln etc. Benutzt wird es von allen Dienstleistern, die in den folgenden Jahren auf das entwickelte Corporate Design zurückgreifen. So wird gewährleistet, dass jeder Dienstleister sich an gegebene Regeln halten kann und ein einheitliches Erscheinungsbild des Unternehmens erzielt wird. Große Unternehmen, die mit vielen externen Dienstleistern zusammenarbeiten, halten aktuelle Informationen zu ihrem Corporate Design auch im Internet bzw. Intranet bereit. Während die Basiselemente für gewöhnlich viele Jahre lang Gültigkeit behalten, können sich für deren Anwendung innerhalb kurzer Zeit immer wieder kleine Änderungen und Weiterentwicklungen ergeben.